# Trachelochismus melobesia
Trachelochismus melobesia is een straalvinnige vissensoort uit de familie van schildvissen (Gobiesocidae). De wetenschappelijke naam van de soort is voor het eerst geldig gepubliceerd in 1927 door Phillipps.